# Lexa Doig
Alexandra Lecciones "Lexa" Doig, född 8 juni 1973 i Toronto, Ontario, är en kanadensisk skådespelare. Hon är sedan augusti 2003 gift med den kanadensiske skådespelaren Michael Shanks.

## Film
- 2000 – Andromeda (TV-serie)
- 2001 – Jason X
- 2005 – Stargate SG-1 (TV-serie)
- 2005 – The 4400 (TV-serie)
- 2007 – Eureka (TV-serie)
- 2009 – V (TV-serie)